# Aedes churchillensis
Aedes churchillensis é um espécie de mosquito do género Aedes, pertencente à família Culicidae.